# Eugenio Masè Dari

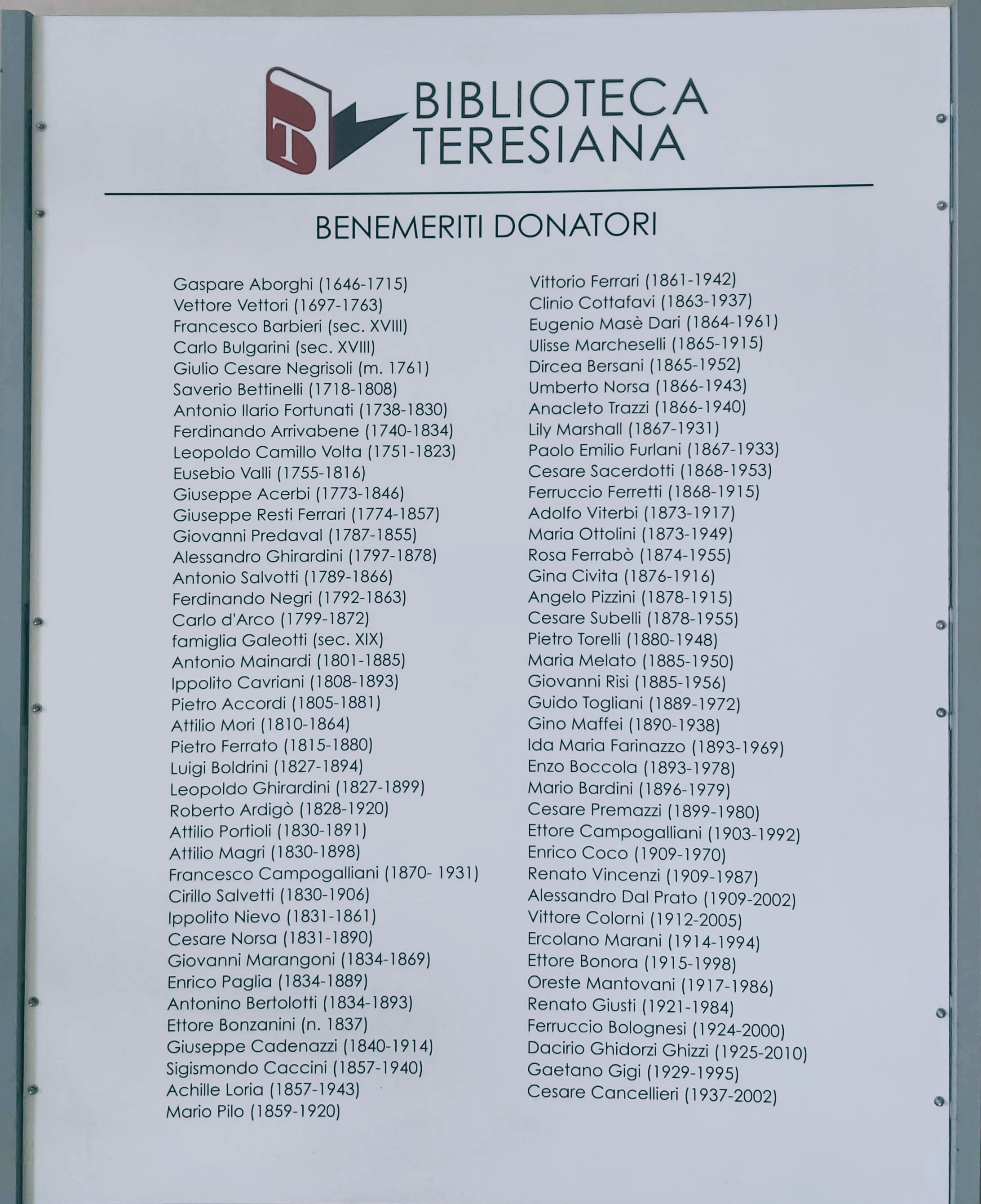
Eugenio Masè Dari tra i donatori della Biblioteca Teresiana di Mantova.

Eugenio Masè Dari (Mantova, 23 luglio 1864 – Mantova, 20 novembre 1961) è stato un avvocato ed economista italiano.

## Biografia
Si laureò in giurisprudenza all'Università di Torino nel 1887 con una tesi su Sciopero e coalizione di operai. Fu allievo e assistente dell'economista Salvatore Cognetti ed autore di numerose pubblicazioni. Ricoprì l'incarico di Professore Emerito di economia politica  dell'Università di Modena. Dal 1948 al 1961 fu presidente della Regia Accademia nazionale virgiliana di Mantova.

## Pubblicazioni
- Sul bilancio dello stato: lineamenti dell'ordinamento formale della pubblica finanza, Torino, 1898[3]